# Cruachain

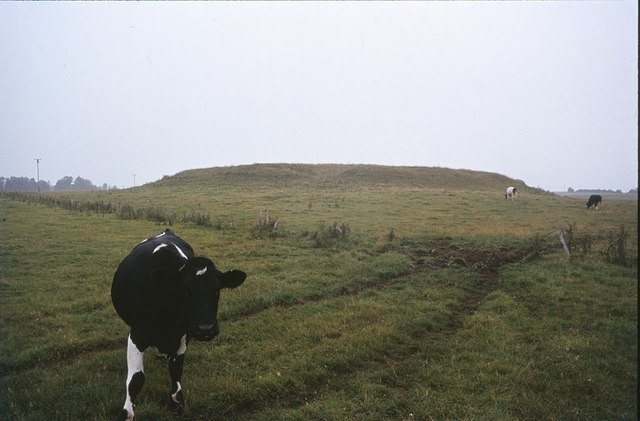
Hügel von Rathcroghan

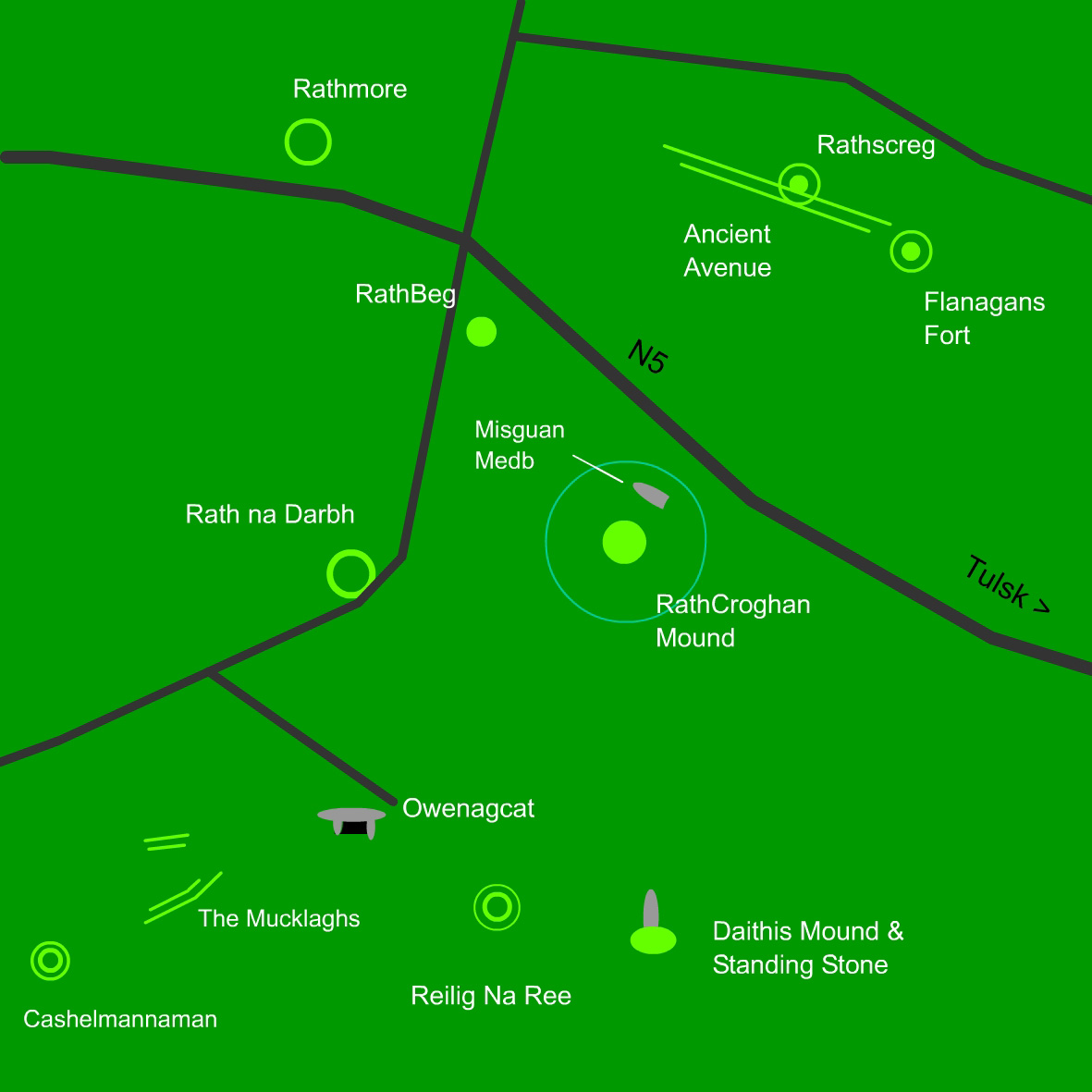
Rathcroghan und Umgebung, Karte

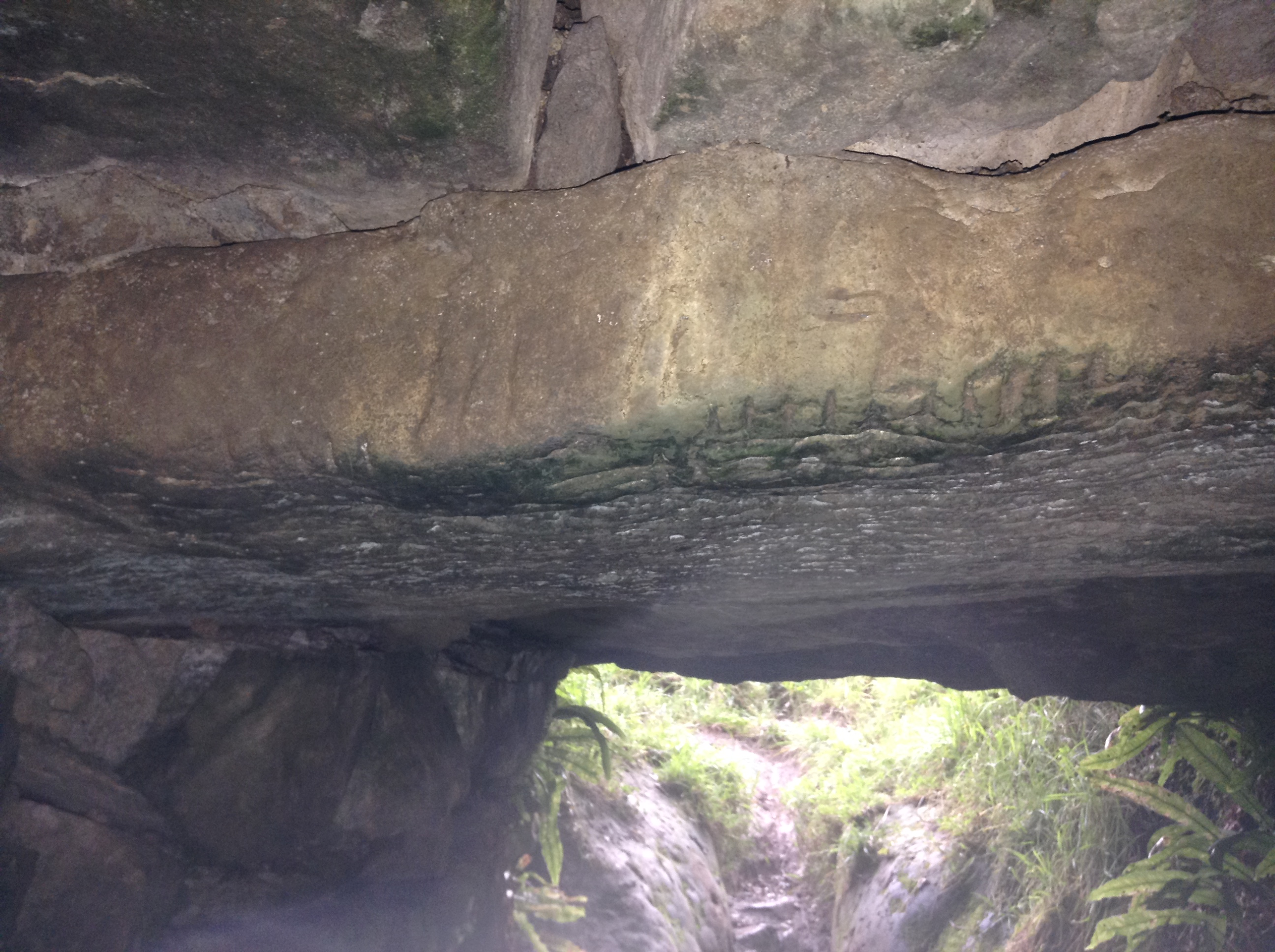
Ogham-Stein am Eingang von Uaigh na gCat

Cruachain ['krʊəxɪnʲ], Genitiv Cruachan, vollständig Ráth Cruachan (irisch ráth [ɾɑːh] – Ringwall), älter Cruachu, war in der Irischen Mythologie der Name des Königssitzes von Connacht. Der Name leitet sich angeblich von Crochen, einer Sidhe (Fee) und Dienerin Étaíns, her.

## Mythologie
Im Ulster-Zyklus wird Cruachain als Herrschersitz von König Ailill mac Máta und Königin Medb genannt, früher auch als Burg von Medbs Schwester Clothru. Hier beginnt der im Táin Bó Cuailnge („Der Rinderraub von Cooley“) geschilderte Krieg Connachts gegen Ulster um den Stier Donn Cuailnge. Cruachain ist auch der Mittelpunkt der Remscéla (Vorerzählung zur Táin Bó Cuailnge) Echtrae Nerai („Neras Abenteuer“), die erzählt, wie Nera die Bewohner des Ortes vor einer Gefahr aus der Anderswelt warnt.
Ráth Cruachan galt als einer der Eingänge in die Welt der Sidhe. Aus den Hügeln und Erdspalten Relignaree (irisch Reilig na Rí, „Friedhof der Könige“) und Oweynagat (Uaigh na gCat, „Höhle der Katzen“) kamen zu Samhain die Wesen der Anderswelt heraus. Deshalb war es dem König von Connacht verboten (geís), zu Samhain um den Königssitz Cruachain herumzugehen.

## Lokalisation
Ráth Cruachan wird manchmal mit dem Ort Rathcroghan im County Roscommon identifiziert. Hier befindet sich eine große Zahl archäologischer Fundstätten. 